# سیلارس‌هوک
سیلارس‌هوک (به هلندی: Cillaarshoek) یک منطقهٔ مسکونی در هلند است که در استرین واقع شده‌است.